# Parafia Najświętszego Serca Pana Jezusa i Wszystkich Świętych w Mąkoszycach
Parafia Najświętszego Serca Pana Jezusa i Wszystkich Świętych w Mąkoszycach – parafia rzymskokatolicka, znajdująca się w diecezji kaliskiej, w dekanacie Syców.